# Chiesa di Santa Maria Assunta e San Sigismondo
La chiesa di Santa Maria Assunta e San Sigismondo è il principale luogo di culto cattolico di Rivolta d'Adda, in provincia e diocesi di Cremona; fa parte della zona pastorale 1. L'edificio è un'importante testimonianza di un recupero architettonico secondo i canoni romanici con la rimozione della settecentesca architettura neoclassica.

## Storia
Progettata già negli anni 1030, l'antica chiesa fu edificata sul finire dell'XI secolo come indicato in una bolla papale di papa Lucio II del 13 aprile 1144. Il documento conferma, infatti, i benefici che erano stati concessi da papa Urbano II. Forse, come documenterebbero le raffigurazioni incise su alcuni capitelli, il medesimo papa nel suo viaggio in Francia, si fermò proprio presso l'antica chiesa. La consacrazione della chiesa potrebbe essere pertanto avvenuta attorno al 1095-1096. Nel 1150 sicuramente risulta essere ultimata e funzionante come indicato da un atto rogato stante chiesa di San Sigismondo. La chiesa faceva parte della pieve di San Lorenzo di Arzago d'Adda e alla diocesi di Cremona, salvo i periodi in cui dipendeva dalla chiesa di Roma come indicato nel periodo dal 1088 al 1099 con papa Urbano II..
La chiesa durante i secoli fu molte volte rimaneggiata; una relazione del 1793, che la fabbriceria aveva mandato alle autorità, indicava le cattive condizioni in cui si trovava l'edificio, con stucchi non di buona qualità che erano soggetti a caduta ed era inoltre troppo buia e umida a causa delle poche, piccole aperture. Un ulteriore documento conservato nell'archivio parrocchiale indicherebbe la chiesa edificata in stile longobardo nel Quattrocento, affrescata da Bernardino Luini, compreso un dipinto posto nel coro raffigurante la Madonna Assunta opera di Bernardino Campi, poi coperto nelle modifiche successive.
Vi fu un primo rifacimento nel Settecento dall'architetto Marcellino Segré, ma la chiesa si presentava in cattive condizioni già nel secolo successivo, tanto da richiedere un completo restauro.
La chiesa fu ricostruita a partire dal 1903 per volontà del monsignor Luigi Desirelli, su disegno degli ingegneri Cesare Nava e Gaetano Moretti, invitati a eseguire una "risurrezione completa e scrupolosa del monumento primitivo". Durante questa ricostruzione fu possibile riportare alla luce le antiche testimonianze architettoniche il cui studio ha permesso la ricostruzione della sua storia architettonica. I lavori terminarono nel 1906. Fu questo un importante restauro atto a riportare la chiesa - che si presentava in stile barocco e neoclassico - alla sua struttura romanica originaria. Ai pochi capitelli romanici rinvenuti durante il restauro ne vennero aggiunti di nuovi, basati su analoghe opere presenti all'interno delle chiese romaniche del milanese e del pavese. Lavori dell'artigiano tagliapietre Giuseppe Verischi che ricreò nuovi capitelli nel medesimo stile di quelli medioevali così come la realizzazione di nuovi stipiti e fregi riproponendo quelli che erano anticamente presenti nell'abside che erano andati perduti.
I lavori avevano però un costo notevole e crearono un certo astio da parte dell'opinione pubblica.
La scarsa disponibilità di denaro e l'ostilità dell'opinione pubblica indussero il parroco a vendere la celebre Pace di Rivolta d'Adda: un tabernacolo del Quattrocento con ante in argento dorato e smalti, poi conservata nel museo Poldi Pezzoli di Milano,, e all'Ufficio Regionale per la conservazione dei monumenti. I lavori portarono a una demolizione importante, tanto da riportare: "centinaia e centinaia di carri di calcinacci, di mattoni e di stucchi...".

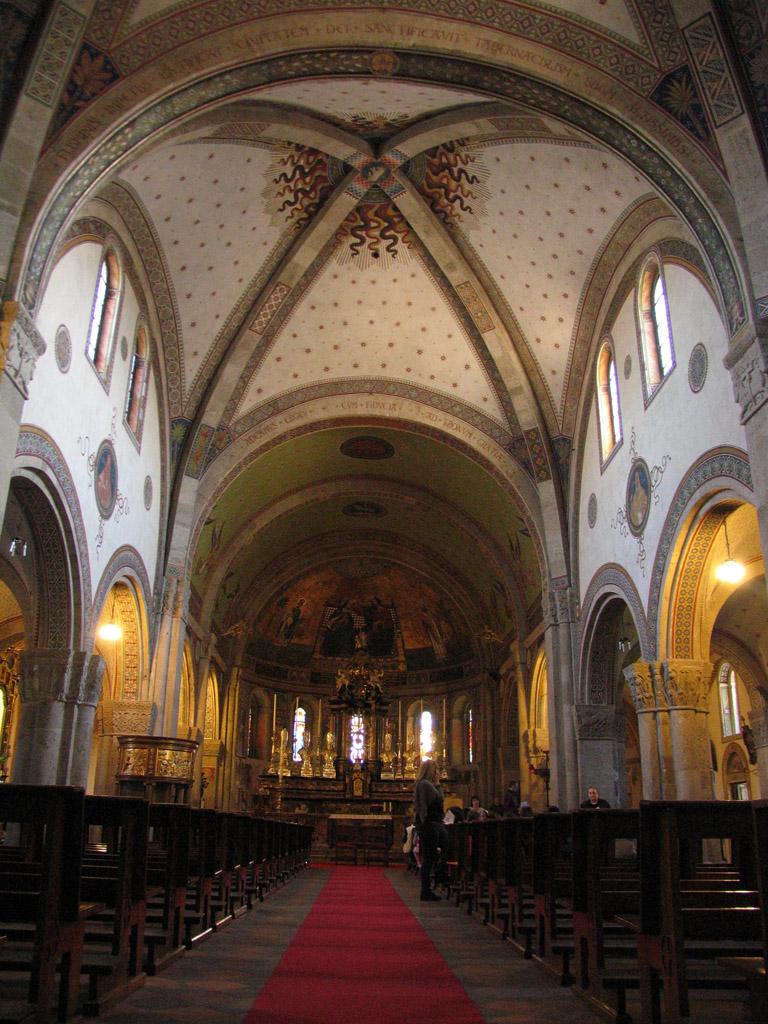
Navata della basilica

Il vescovo di Cremona Geremia Bonomelli benedisse il 9 luglio 1905 la posa della prima pietra del nuovo atrio che precede la facciata.

## Descrizione

### Esterno
La grande basilica si presenta con la facciata a salienti e con tre ingressi protetti da una cancellata, due dei quali furono aggiunti solo nel Settecento. Lo stile romanico con cui è stata ricostruita è il fedele riproporsi della sua originale struttura. La parte frontale a capanna è di misura inferiore rispetto alla facciata e si presenta con tre aperture ad archi di cui quello centrale di maggior misura rispetto ai laterali. Le murature sono in mattoni disposti a lisca di pesce. Il pronao è stato aggiunto solo nei primi anni del Novecento.

La facciata ha ben sette aperture di piccole dimensioni e poste in corrispondenza delle volte a crociera, piccole feritoie sono poste su quelle laterali. Una finestra strombata completa di paraste cordonate e archetti pensili con tetto a ventaglio è posta sulla parte esterna dell'abside. L'ingresso principale con portico aggettante è riccamente scolpito. Tra le immagini in rilievo è identificabile quella di sant'Ambrogio. Non è possibile definire se tale immagine sia quella originale o frutto del restauro novecentesco. I due ingressi minori sono completi di paraste e architrave che reggono l'arco semicircolare in pietra lavorata con affresco conservato nella parte lunettata.

Esternamente l'abside maggiore con tetto a ventaglio conserva le cinque antiche finestre strombate, con lesene che proseguono negli archetti pensili della loggetta per proseguire negli archetti a racemi bordati dalla dentellatura. 
Le absidi sono la parte originale meglio conservata dell'esterno dell'edificio.
La torre campanaria posta sulla parte nord est dell'edificio è edificata con la base coeva risalente al 1716 con aperture a bifora coronate da merli, e un'altezza di 45 m.

### Interno
Internamente presenta tre navate che ci concludono con tre absidi corrispondenti. La navata centrale, di misura maggiore, è divisa in tre campate: due presentano volte a crociera costolonate, poggianti su archi in ceppo posti diagonalmente, mentre una è a botte con arco in pietra che la sorregge. Le due navate laterali, di misura inferiore, sono divise in sei campate con volte a crociera.
L'arco trionfale della chiesa anticipa l'abside centrale e la zona del presbiterio, diviso da tre fasce decorate con immagini di draghi, centauri, agnelli, capre, buoi, leoni, cinghiali, pellicani, colombe, uomini, cavalieri e domatori di cavalli che si congiungono nel centro dove è raffigurato l'Agnello, e una croce retta da angeli. Questa parte, come molte delle sculture, era anticamente dipinta. Il catino absidale ospita l'affresco opera novecentesca di Ernesto Rusca, che dopo avere eseguito il restauri degli antichi affreschi fu incaricato di realizzare il grande dipinto raffigurante: Vergine Incoronata da Cristo e santi Sigismondo e Alberto Quadrelli, nativo e patrono di Rivolta d'Adda. Sulle pareti del coro dipinse i profeti: Daniele, Ezechiele, Isaia e Geremia, nella volta gli arcangeli Michele, Uriele, Raffaele e Gabriele.  La parte è illuminata da cinque finestre con arco a tutto sesto divise dai dipinti raffiguranti i dottori della chiesa: Ambrogio, Gregorio, Girolamo e Agostino sempre del Rusca. La parte inferiore del coro è dipinta con scene dell'Ultima cena risalente al XIII secolo e realizzate con due tecniche differenti. L'opera non si è completamente conservata, sono infatti non più leggili la tavola con gli arredi, ma rappresenta il momento in cui Gesù posto nella parte centrale, annuncia il tradimento di Giuda, l'unico a non essere completo di aureola. Malgrado la drammaticità del momento, non tutti gli apostoli sembrano cogliere le parole di Cristo.
L'altare maggiore è composto da un corpo centrale in marmi policromi ed è completo di un tempietto che protegge il tabernacolo composto da colonne, le quali formano un baldacchino completo di angeli adoranti, mentre la parte termina con due angeli che sorreggono la croce, riportante la data e la scritta "la pietà dei Rivoltani eresse nell'anno 1761 e completò nell'anno 1765".
Su alcuni pilastri e pareti si trovano lacerti di affresco databili ai secoli XIV-XV.
La controfacciata ospita l'organo a canne realizzato nel 1865 dall'organaio Natale Balbiani. Anche questa parte fu oggetto di restauro nel 1903 con la sostituzione di vecchie canne d'organo e alcuni registri a opera di Pacifico Inzoli.